# Польяк (Канталь)
Полья́к (фр. и окс. Paulhac) — коммуна во Франции, находится в регионе Овернь. Департамент — Канталь. Входит в состав кантона Сен-Флур-Сюд. Округ коммуны — Сен-Флур.
Код INSEE коммуны — 15148.
Коммуна расположена приблизительно в 430 км к югу от Парижа, в 90 км южнее Клермон-Феррана, в 38 км к востоку от Орийака.

## Население
Население коммуны на 2008 год составляло 455 человек.
| 1962 | 1968 | 1975 | 1982 | 1990 | 1999 | 2008 |
| ---- | ---- | ---- | ---- | ---- | ---- | ---- |
| 666  | 721  | 692  | 538  | 511  | 444  | 455  |

## Администрация
| Период | Период | Фамилия       | Партия | Примечания |
| ------ | ------ | ------------- | ------ | ---------- |
| 2001   | 2008   | Марсель Бекю  |        |            |
| 2008   |        | Мари-Ноэль Ру |        |            |

## Экономика

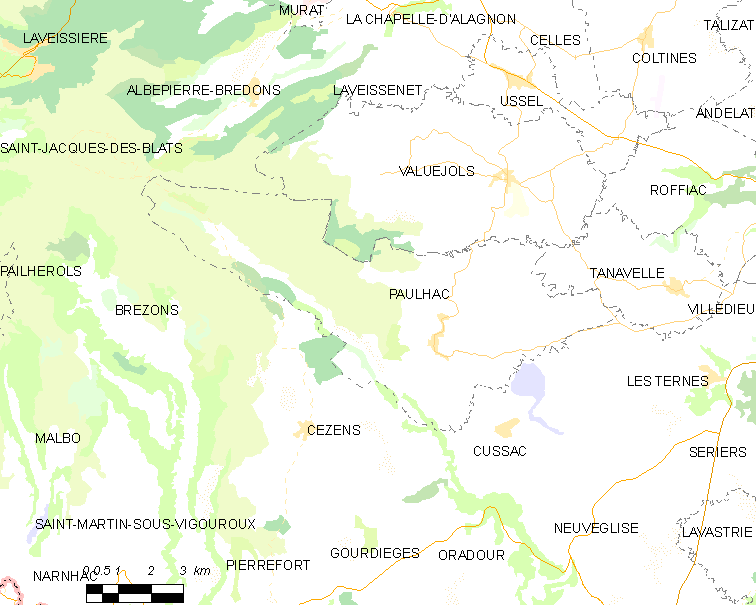
Карта коммуны

В 2007 году среди 280 человек в трудоспособном возрасте (15—64 лет) 204 были экономически активными, 76 — неактивными (показатель активности — 72,9 %, в 1999 году было 77,4 %). Из 204 активных работали 191 человек (105 мужчин и 86 женщин), безработных было 13 (4 мужчины и 9 женщин). Среди 76 неактивных 28 человек были учениками или студентами, 34 — пенсионерами, 14 были неактивными по другим причинам.

## Достопримечательности
- Церковь Сен-Жюльен (XII век). Памятник истории с 1968 года[3]
- Замок Белине (XIV век)
- Замок Бракон
- Замок Жарри
- Замок Польяк (XIII век)